# French Summer Tour 1974
Il French Summer Tour 1974 fu un tour del gruppo musicale britannico Pink Floyd che si tenne in Francia nel 1974.

## Storia
In questo tour esordirono due nuovi brani ai quali il gruppo aveva incominciato a lavorare dopo il tour promozionale dell'album The Dark Side of the Moon del 1973, Shine On, che poi sarebbe divenuta Shine On You Crazy Diamond - part 6-9 pubblicata nell'album Wish You Were Here, e Raving and Drooling, che sarebbe divenuta nota come Sheep pubblicata nell'album Animals nel 1977.
Vennero richiamate le coriste Venetta Fields e Carlena Williams e il sassofonista Dick Parry. Vennero fatti ingenti investimenti per migliorare l'impatto visivo dello spettacolo mediante l'uso di uno schermo circolare di circa 12 metri di diametro sul quale proiettare sequenze filmate e animate realizzate appositamente; inoltre, durante il finale del brano Shine On veniva proiettato un fascio di luce su una sfera rotante a specchio che nel frattempo era stata issata davanti allo schermo circolare. Altri effetti erano dati da fuochi artificiali e razzi lanciati dal palco. A causa delle dimensioni di questo impianto, alcune date dovettero essere cancellate in quanto erano state programmate in locali non idonei. Su diverse riviste francesi fu annunciato un programma con diverse date in conflitto fra loro a causa della difficolta di trovare sedi adatte a ospitare i concerti; alcuni concerti non poterono quindi svolgersi. Il tour fu comunque un successo e in tutte le date ci fu il tutto esaurito. La radio francese Europe 1 registro l'esibizione della prima data del tour il 19 giugno, insieme ad alcune interviste con i membri del gruppo, e ne trasmise poi alcuni spezzoni.
Durante il tour il gruppo venne ingaggiato da una ditta locale di bevande per una campagna pubblicitaria per la quale il gruppo venne pagato 50 mila sterline; la campagna prevedeva una foto per la stampa e uno spot televisivo con una canzone intitolata Bitter Love. L'esperienza si rivelò negativa e il compenso venne donato in beneficenza. Finito il tour Waters si prese una vacanza in Marocco dove scrisse una canzone ispirata all'accaduto, How Do You Feel.

## Date
- 19 giugno 1974, Les Arenas, Poitiers
- 21 giugno 1974, Palais des Expositions, Dijon
- 22 giugno 1974, Parc des Expositions, Colmar
- 24-26 giugno 1974, Palais des Sports de la Porte de Versailles, Parigi

## Formazione
- David Gilmour - chitarre, voce
- Nick Mason - batteria
- Roger Waters - basso, voce, gong in Careful with That Axe, Eugene
- Richard Wright - tastiere, voce

### Altri musicisti
- Venetta Fields: cori
- Dick Parry: sax
- Carlena Williams: cori

## Brani
Prima parte
1. Shine On e Shine On You Crazy Diamond (versioni embrionali di Shine On You Crazy Diamond - part 6-9)
2. Raving and Drooling (poi che sarebbe divenuta nota come Sheep)
3. Echoes

Seconda parte
- The Dark Side of the Moon (intero album)

Bis
- Careful with That Axe, Eugene (18-22 giugno)[3]
- One of These Days (24-26 giugno)[3]